# تاکستان های ونته
ونته وینیاردز یک کارخانه شراب سازی در لیورمور، کالیفرنیا است که «قدیمی‌ترین کارخانه شراب سازی خانوادگی و دائماً فعال در ایالات متحده است.» املاک ونته به عنوان یک بنای تاریخی کالیفرنیا شماره ۹۵۷ ثبت شده‌است.

## تاریخ
کارخانه شراب سازی توسط سی‌چ ونته در سال ۱۸۸۳ در ۴۷ هکتار زمین تأسیس شد. پس از آموزش در مورد شراب در حین کار برای چارلز کروگ دره ناپا ، ونته چند تاکستان و زمینی با خاک عالی خریداری کرد. در سال ۱۹۳۴، پسرانش، ارنست و هرمان، اولین برچسب شراب گونه ای کالیفرنیا را با نام سوویگنون بلان معرفی کردند. در سال ۱۹۳۶، آنها اولین شاردونه را با برچسب گونه معرفی کردند. تلاش‌های خانواده ونته، از جمله برداشت مکانیکی در شب و پیشرو بودن در شیوه‌های تولید شراب پایدار، به دره لیورمور به عنوان یکی از بهترین مناطق تولید شراب در کالیفرنیا کمک کرده‌است. از آن زمان، مساحت آن به بیش از ۲۰۰۰ هکتار (۸ کیلومتر مربع)، به اضافه ۷۰۰ هکتار (۳ کیلومتر مربع) دیگر در نهر خشک گسترش یافته‌است.

## کلون ونته
کلون ونته چوب جوانه ای است که برای کاشت شاردونه در بسیاری از تاکستان‌های کالیفرنیا استفاده می‌شود. در سال ۱۹۱۲، ارنست ونته، شراب‌کار نسل دوم، قلمه‌هایی را از نهالستان دانشگاه مونپلیه در فرانسه برداشت. سپس قلمه‌های تاکستان ونته به تعدادی از شراب‌سازی‌های دیگر گسترش یافت و سرانجام توسط خدمات بنیاد مواد گیاهی دانشگاه کالیفرنیا، دیویس تأیید شد. کلون‌های گرفته شده از انگورهای تأیید شده با نام «ونته» یا «ونته عملیات حرارتی شده» و کلون‌های گرفته شده از انگورها قبل از صدور گواهی به عنوان «ونته قدیمی» شناخته می‌شوند.

## املاک
تاکستان‌های ونته همچنین یک زمین گلف، اتاق مزه و رویدادهای خصوصی ارائه می‌دهد که همه در قلب تاکستان‌ها قرار دارند.